# Aladino (nome)
Aladino  è un nome proprio di persona italiano maschile.

## Varianti
- Ipocoristici: Dino
- Femminili: Aladina[1]
  - Ipocorisici: Ala[1], Aletta[1]

### Varianti in altre lingue
- Arabo: علاء الدين (‘Alā al-din, Ala ad-Din, Ala-ud-Din)[3][4][5][6]
  - Arabo magrebino: Alaeddine
- Azero: Ələddin
- Bosniaco: Aldin[4]
- Catalano: Aladí[7]
- Inglese: Aladdin[4][6]
- Spagnolo: Aladino[7]
- Turco: Alaattin[4]

## Origine e diffusione

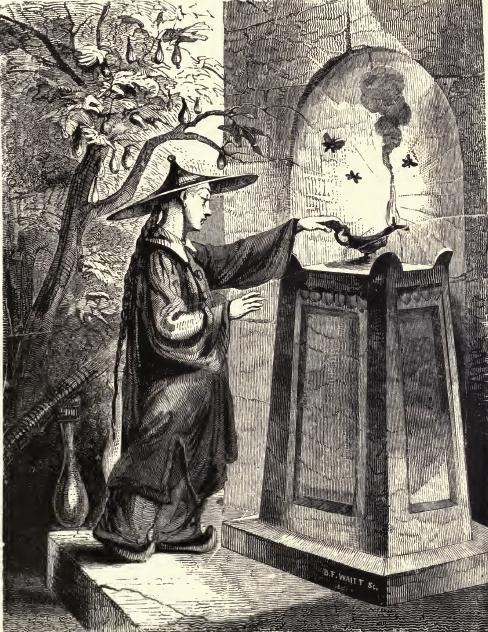
Aladino e la lampada magica in un'illustrazione di F. O. C. Darley

Deriva dall'arabo علاء الدين (‘Alā ad-din), composto da ala ("nobiltà", "eminenza", da cui anche Alì), al (un articolo) e din ("fede", "religione", presente anche in Saladino, Zayn ad-Din e Nur ad-Din); il significato complessivo può essere interpretato come "nobiltà della fede", "gloria/eccellenza della religione", o anche "devoto/rispettoso della religione".
Il nome venne portato da diversi sultani di Delhi; la sua diffusione al di fuori della cultura araba è dovuta alla popolarità della novella Aladino e la lampada meravigliosa contenuta nella raccolta Le mille e una notte, alla quale sono ispirate molte opere, una su tutte il film Disney del 1992 Aladdin. In Italia ebbe fortuna a partire dall'Ottocento, e negli anni 1970 se ne contavano circa cinquemile occorrenze (varianti incluse), attestate soprattutto in Toscana.

## Onomastico
Dato che è un nome adespota, cioè privo di santo patrono, l'onomastico può essere festeggiato il 1º novembre, giorno di Ognissanti.

## Persone
- Aladino Bibolotti, sindacalista, politico e antifascista italiano
- Aladino Di Martino, compositore e musicista italiano
- Aladino Govoni, militare e partigiano italiano
- Aladino Valoti, calciatore e dirigente sportivo italiano

### Varianti
- 'Alā al-Dīn Kayqubād bin Kaykā'ūs, più noto come Kayqubad I, sultano di Iconio
- 'Alā al-Dīn Kayqubād bin Kaykhusraw, più noto come Kayqubad II, sultano di Iconio
- ʿAlāʾ al-Dīn Muḥammad II, più noto come Muhammad II del Khwarezm, sovrano dell'impero corasmio
- Ala al-Din Tekish, scià di Corasmia
- Aldin Ðidić, calciatore bosniaco
- Aladdin Pallante, violinista e attore statunitense
- Alaeddin Pascià, politico ottomano
- Alaeddine Yahia, calciatore tunisino

## Il nome nelle arti
- Aladino è un personaggio della novella Aladino e la lampada meravigliosa, contenuta nella raccolta Le mille e una notte, e di tutte le opere da essa tratte.
- Aladino è il massimo antagonista dei cristiani nella Gerusalemme liberata di Torquato Tasso.